# Igreja São Francisco (Florianópolis)
A Igreja São Francisco é uma igreja localizada na cidade de Florianópolis, Santa Catarina, no bairro centro, a ordem genitora da igreja é a mais antiga das confrarias religiosas criadas em Florianópolis. Mantém ainda grande parte senão quase toda partes da sua arquitetura original de estilo barroco e neoclássico, também conhecida como igreja da Deodoro.

## História
Embora a Ordem Terceira de São Francisco da Penitência tenha se instalado na capital catarinense no ano de 1745 e também tivesse grande influencia não possuía uma igreja nos seus primórdios, durante 70 anos a ordem utilizou de uma capela anexa à matriz para os cultos.
O terreno para a construção da igreja própria da ordem foi doado em 1754 por Domingos Francisco de Araújo um português morador de Desterro, posteriormente em 1802 a licença para a construção da mesma foi solicitada ao príncipe Regente D. José e no mesmo ano lançada sua pedra fundamental.
Em 1804 foram comprados os portais e em 1819 os seus sinos, em 1851 rumores diziam que as torres da igreja poderiam vir a desmoronar, para contornar a situação fez-se o fechamento das portas laterais do templo.
Foi finalmente inaugurada em 1915 depois de 112 anos de obras.

## Restauração
As obras foram inciadas em 2012, o término das obras  foi previsto para 2017,depois previsto para 2018. 
26 restauradores trabalharam nos mobiliários, altares e nas 45 imagens sacras, a igreja teve seu restauro terminado em 2019 e o custo aproximado da obra foi de R$ 6,9 milhões.

## Passado
Igreja da Deodoro em fotografia do século passado, sem data certa.